# Leptogaster krada
Leptogaster krada är en tvåvingeart som beskrevs av H. Oldroyd 1960. Leptogaster krada ingår i släktet Leptogaster och familjen rovflugor.
Artens utbredningsområde är Madagaskar. Inga underarter finns listade i Catalogue of Life.